# Maria Teresa Oliwia Hochberg von Pless
Maria Teresa Oliwia Hochberg von Pless, również Daisy Hochberg von Pless lub krótko Daisy von Pless (niem. Freiin zu Fürstenstein, ang. Mary Theresa Olivia Cornwallis-West), nazywana Daisy albo Dany (ur. 28 czerwca 1873 na zamku Ruthin w hrabstwie Denbighshire w Walii, zm. 29 czerwca 1943 w Wałbrzychu) – księżna pszczyńska (Fürstin von Pless) i pani na zamku w Pszczynie (niem. Pless), na Górnym Śląsku, hrabina von Hochberg (Reichsgräfin von Hochberg), baronowa na Książu. Arystokratka angielska, filantropka, pacyfistka, autorka poczytnych pamiętników.

## Genealogia
Maria Teresa Oliwia pochodziła ze zubożałej, angielskiej rodziny arystokratycznej Cornwallis-West. Wśród jej przodków znajdował się baron Thomas West De La Warr, z rodu West, gubernator amerykańskiej kolonii Wirginia w latach 1610–1611, od którego nazwiska pochodzi nazwa stanu Delaware. Inny De La Warr, Roger, zdjął koronę z głowy pokonanego króla Francji Filipa VI Walezjusza podczas bitwy pod Crécy w roku 1346, a w 1356, po bitwie pod Poitiers, przekazał pojmanego króla Francji Jana II Dobrego Edwardowi, księciu Walii zwanemu Czarnym Księciem ze słowami: „To najpiękniejszy dzień mego życia!”. Odtąd „fr. Jour de ma vie!” było okrzykiem herbowym połączonych rodów de la Warr i West. Na życzenie przyszłego męża Daisy jej rodzina przedstawiła genealogię sięgającą wstecz do angielskiego króla Henryka III Plantageneta.
Maria Teresa Oliwia była najstarszą córką II wnuka hrabiego De La Warr, pułkownika Williama Cornwallis-Westa (ur. 20 marca 1835, zm. 4 lipca 1917), właściciela zamku Ruthin w prowincji Denbighshire i posiadłości Newlands w Hampshire, zwanego przez rodzinę Poppets i Mary Adelaide z domu FitzPatrick (ur. 1854, zm. 21 lipca 1920), zwanej Patsy, słynnej piękności swoich czasów. Pułkownik i jego żona mieli, oprócz najstarszej Daisy, także syna George’a Fredericka zwanego Buzzie (ur. 14 listopada 1874, zm. 1 kwietnia 1951) i córkę Konstancję Edwinę zwaną Shelagh albo Biddy (ur. 15 lutego 1878, zm. 21 stycznia 1970). Przyszła księżna była blisko związana z dworem króla Edwarda VII i Jerzego V, spokrewniona z największymi domami arystokratycznymi Wielkiej Brytanii. Jej brat, George, po poślubieniu Jeanette Jerome, znanej jako Jennie – Lady Randolph Churchill (ur. 9 stycznia 1854, zm. 9 czerwca 1921) został ojczymem Winstona Churchilla (ur. 30 listopada 1874, zm. 24 stycznia 1965), a był rówieśnikiem swego pasierba, natomiast siostra poślubiła Hugh Grosvenor, II księcia Westminster (ur. 19 marca 1879, zm. 19 lipca 1963). Daisy uważano za jedną z najpiękniejszych kobiet epoki edwardiańskiej.

## Dzieciństwo i młodość

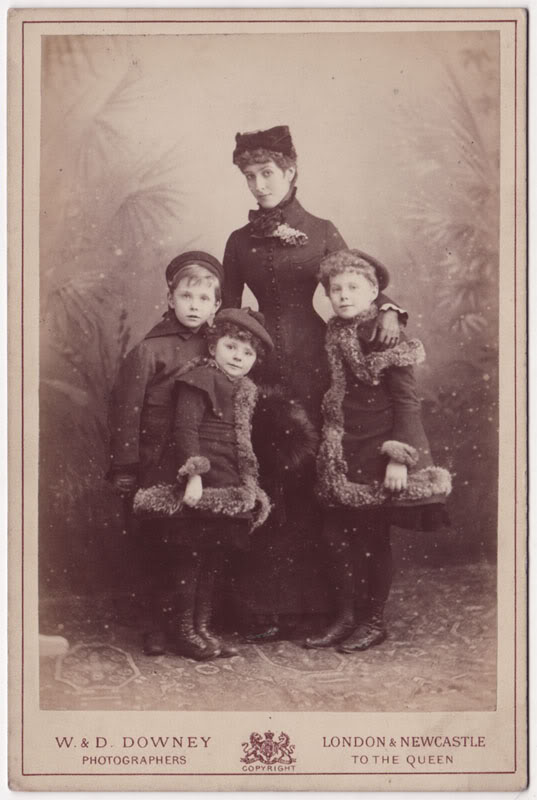
Daisy z matką i rodzeństwem

Daisy spędziła najmłodsze lata w zamku Ruthin w północnej Walii, w dolinie Vale of Clwyd położonej w hrabstwie Denbighshire. Dzieciństwo przebiegało z dala od matki i ojca. Jak to było wtedy w zwyczaju, dzieci postrzegano jako salonową atrakcję dla gości, od czasu do czasu. Na co dzień były zdane wyłącznie na opiekunki. Jedna z nich, sadystyczna pani Haig, wpędziła dzieci, zwłaszcza George’a, w nerwicę i depresję.
Kiedy Daisy miała trzy lata, jej ojciec z powodu problemów finansowych wynajął rodzinny zamek Ruthin i na sześć lat zamieszkał w Londynie, pod prestiżowym adresem 49 Eaton Place. Rodzeństwo nie znosiło londyńskiego domu i z radością przyjęło powrót do Ruthin, a potem przeprowadzkę do posiadłości Newlands, odziedziczonej w 1887 roku przez rodzinę Westów. W ogrodach Newlands Daisy pisała poezje i próbowała napisać powieść pt. „Don Juan di Bastellano”. Jako piętnastolatka spotkała się w Ruthin z pierwszą miłością swego życia George’em Cooperem. Był on niezamożny i jej matka zabroniła im spotkań – jednak to uczucie odcisnęło trwały ślad na życiu Daisy.
Podobnie, jak większość arystokratycznych panien, przyszła księżna nie zdobyła znaczącego wykształcenia i nawet po angielsku pisała z błędami. Kochała śpiew. Jej pierwszym nauczycielem muzyki był sir Paolo Tosti, włoski kompozytor, mistrz śpiewu na dworze królewskim w Londynie. Marzyła o karierze primadonny. W wieku około szesnastu lat wraz z rodzicami odbyła wycieczkę do Florencji. Tam też postanowiono, że jej głos zostanie sprawdzony przez dyrektora florenckiej opery Luigiego Vannucciniego. Daisy otrzymała wówczas podstawy śpiewu, a Vannuccini zaproponował naukę bezpłatnie, pod warunkiem, że uczennica nauczy się języka włoskiego i francuskiego i obierze karierę śpiewaczą. Żeby zaoszczędzić na lekcje śpiewu, piła wodę z kranu zamiast butelkowanej, co doprowadziło do duru brzusznego. W konsekwencji szybko wróciła do Anglii. Do profesjonalnej nauki śpiewu wróciła później w Paryżu, gdzie jej nauczycielem został sławny polski tenor, Jan Reszke (1850–1925), występujący w latach 1888–1900 w londyńskiej Royal Opera House.

## Małżeństwo

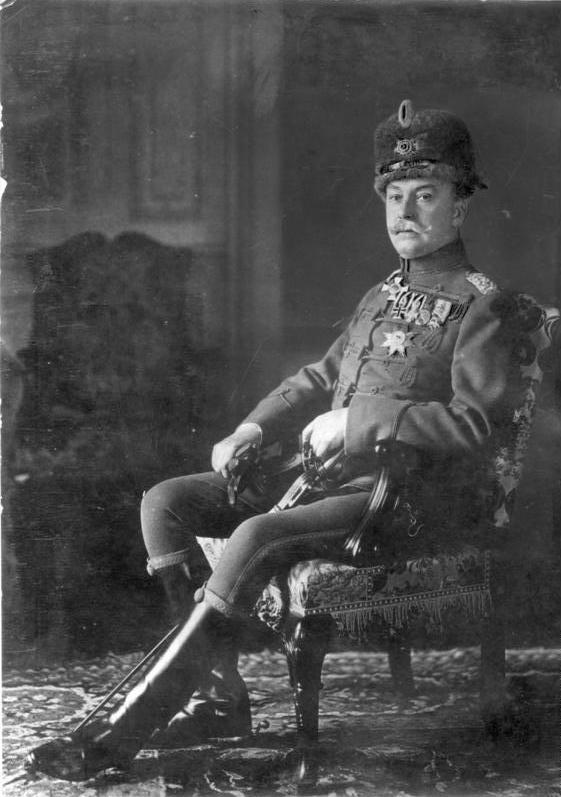
Hans Heinrich XV Hochberg von Pless (z Pszczyny)

8 grudnia 1891 roku Daisy poślubiła księcia pszczyńskiego Hansa Heinricha XV Hochberga, jednego z najbogatszych arystokratów Cesarstwa Niemieckiego, ówczesnego sekretarza ambasady Niemiec w Londynie. Daisy poznała księcia kilka miesięcy wcześniej. Do zaręczyn, do których doszło w tzw. Domu Holenderskim (Holland House) w Londynie podczas balu maskowego, z wielką determinacją dążyła jej matka. Po latach Daisy napisała: „Nie zdawałam sobie jasno sprawy z tego, że zostałam kupiona”. Ślub, który stał się wielkim wydarzeniem, odbył się w londyńskim kościele św. Małgorzaty z błogosławieństwem królowej Wiktorii, a świadkiem był m.in. syn królowej książę Walii Albert Edward,  późniejszy król Anglii Edward VII. Miesiąc miodowy młoda para spędziła w Paryżu, który Henryk znał z wcześniejszej służby tam, i Egipcie. W oczach rodziny Hochbergów i arystokracji niemieckiej, z powodu niezbyt korzystnej sytuacji majątkowej jej rodziny, Daisy nie była najlepszą partią. Narzeczony musiał jej nawet kupić odpowiednią wyprawę ślubną. Przed I wojną światową rodzina von Pless posiadała olbrzymią fortunę, co pozwalało na wystawne życie. Plessowie byli bowiem właścicielami licznych kopalń, hut, cementowni, cegielni, młynów, majątków rolnych, wielkich obszarów leśnych, domów handlowych, hoteli w uzdrowiskach, a także zamków w Pszczynie (Pless) i Książu (Fürstenstein) odpowiednio na Górnym i Dolnym Śląsku, dworków na Riwierze i w Berlinie oraz mniejszych pałacyków myśliwskich.
Po ślubie Henryk porzucił dyplomację tłumacząc to faktem, że niemiecki minister spraw zagranicznych zabronił młodym dyplomatom wdawać się w związki małżeńskie. Małżeństwo początkowo wydawało się udane, ale później w pamiętnikach Daisy pojawiają się skargi na oschłość męża i brak czułości, na zdrady, na pozostawianie jej samej na długie okresy bez korespondencji. Pojawia się też żal, że brak w jej życiu wielkiej miłości, choć wielokrotnie nazywa księcia „najlepszym mężem”. Była też rozczarowana, że Hans nie przejawia żadnych ambicji politycznych.

## Daisy na zamku Książ
Po ślubie młoda księżna zamieszkała na zamku w Książu, rezydencji teścia, który to zamek wolała od Pszczyny. Daisy, początkowo zachwycona rolą księżnej, poczuła się wkrótce udręczona nieustanną obecnością służby. Nawet drogi do toalety strzegł lokaj w liberii. Nie mogła znieść przepychu, z jakim obnosili się Hochbergowie, ale najbardziej brakowało jej ciepła rodzinnego. W swoich wspomnieniach pisała, że szczególnie odczuwała to podczas świąt Bożego Narodzenia:

Święta tu ani trochę nie były podobne do mojego rodzinnego Bożego Narodzenia w Anglii. Mieliśmy piękne niemieckie kolędy, za to nie było walca papierowego z drobną niespodzianką, ogniem bengalskim, (...) ani babeczek z leguminą z jabłek, rodzynek i skórki pomarańczowej i migdałów, ani nawet puddingów śliwkowych.

W późniejszych latach świąteczne specjały księżna otrzymywała z Anglii i, po oficjalnych przyjęciach w Pszczynie, robiła swoje własne w pokoju wraz z angielską pokojówką i angielskim lokajem męża. Była przyjaźnie nastawiona do otoczenia i od samego początku zdegustowana atmosferą, warunkami higienicznymi i sztywną etykietą dworską, jakie panowały w ówczesnych Niemczech. Próbowała przenieść na swój dwór niektóre z angielskich zwyczajów, ale nie zawsze potrafiła przełamać panujące tutaj zasady.

Moje angielskie pomysły aby zaprowadzić urządzenia sanitarne i higienę, wzbudzały niechęć (...)

Daisy na zamku w Książu doświadczała paranormalnych zjawisk. Pewnego poranka została obudzona przez dziwną postać, która próbowała rozpalić w kominku. Postać opuściła nagle pogrzebacz i narobiła ogromnego hałasu, po czym znikła, nie rozpalając na palenisku. Księżna, słabo znając niemiecki, mogła tylko patrzeć. Później powiadomiła o tym męża, który wypytywał służbę, jednak żadna osoba się do tego nie przyznała, a także żadna nie pasowała do opisu podanego przez Daisy. Sytuacja powtórzyła się jeszcze dwukrotnie, dopóki księżna nie przeniosła się do innego pokoju. Kilka lat później zrobiono w tym pokoju remont i kiedy deski podłogi zostały zerwane, znaleziono pod nimi zdeformowany szkielet. Po pochowaniu, dziwna postać przestała się pojawiać.
Będąc panią na Książu, od samego początku pobytu w Niemczech starała się robić wszystko, co w jej mocy, aby sprzyjać temu, co przyczynia się do przyjaźni i zrozumienia pomiędzy krajem, gdzie się urodziła i tym, w którym przyszło żyć po ślubie. Daisy przypominała Niemcom, że niemiecka cesarzowa Wiktoria, żona Fryderyka III Hohenzollerna była angielską księżniczką, a cesarz był najstarszym wnukiem królowej Wiktorii. Na przełomie 1896 i 1897 roku rozpoczęła wśród Angielek mieszkających w Niemczech zbiórkę pieniędzy na prezent z okazji diamentowej rocznicy panowania królowej Wiktorii. Ostatecznie królowa dostała bransoletkę z diamentem i szmaragdem, a dodatkowo album z podpisami osób składających się na prezent.
W czasie panowania na Książu często odwiedzała Wrocław. Była zachwycona miastem, jego zabudową i wielkością. Wiele uwagi i serca poświęcała pałacowi myśliwskiemu w Promnicach koło Pszczyny. W okolicach Książa powstała po 1907 roku jej ulubiona willa „Ma Fantaisie”, którą sama zaprojektowała. Próbując ocieplić atmosferę otoczenia zamku Książ sprowadziła ogrodnika z rodzinnego Newlands, aby urządził ogród w stylu angielskim.
Ambicją Daisy było uczynienie Książa miejscem spotkań koronowanych głów i wpływowych osób z całej Europy. I to jej się udało. Do jej rezydencji przybywali głównie młodzi arystokraci niemieccy i angielscy, zachwyceni panującą w Książu swobodą, a z czasem także członkowie domów panujących z Niemiec, Anglii, Portugalii, Grecji, Rumunii i Bułgarii, przedstawiciele Habsburgów, Hohenzollernów i Romanowów, wicekról Indii, a nawet hinduski maharadża Cooch-Behar. Wśród gości nie brakowało też polskich arystokratów – Potockich z Łańcuta, Lanckorońskich i Głuchowskich. Daisy lubiła Polaków i chętnie ich gościła. Były to czasy rozkwitu Książa, ogromnego luksusu, wielkich polowań i wystawnych przyjęć, podziwianych przez gości. Książęca para podróżowała też po Europie. Regularnie jeździli do Anglii. W zwyczaju mieli polować w hrabstwie Leicester, w środkowej Anglii. Daisy uczyła się tam też jeździć konno, a dużą przyjemność sprawiało jej skakanie przez płoty. W roku 1897 księżna Daisy z mężem odbyła podróż do Irlandii. Mieszkali wówczas w domu myśliwskim wicekróla Irlandii (był nim wówczas George Cadogan). W roku 1899 para książęca odwiedziła Newlands oraz ponownie Irlandię, tym razem wynajmując dom w Bray niedaleko Dublina. Dość często przebywali też jesienią na południu Francji, a także u przyjaciół w Czechach i Austrii. Daisy była dwukrotnie w Egipcie, a także w Sudanie i Indiach. W lipcu 1901 roku małżeństwo Hochbergów parowym jachtem „Margareta” popłynęło do Rosji. Odwiedzili wówczas m.in. Sankt Petersburg i Moskwę. W sierpniu tego samego roku księżna Daisy udała się w podróż do Szkocji. Wraz z siostrą Shelagh i jej mężem Bendorem oraz swoimi rodzicami zamieszkała nad jeziorem Loch More w regionie Sutherland. Początkiem października udała się w podróż do pałacu myśliwskiego Wolfsgarten koło Darmstadt w Hesji, gdzie spotkała się z wielkim księciem Hesji Ernestem Ludwikiem i jego żoną księżną Wiktorią Melitą Koburg. Po wyjeździe z Wolfsgarten Daisy udała się do Eton w Anglii na wyścigi konne, a pod koniec października do rezydencji Keele Hall w Keele w hrabstwie Staffordshire w środkowej Anglii, gdzie spotkała Michała Romanowa i Sophie Torby. W grudniu 1901 roku księżna wydała przyjęcie w Pszczynie, na którym najważniejszym gościem był cesarz Wilhelm II. Ustrzelił on wówczas jedną kulą dwa żubry, z czego jeden został wypchany i postawiony w holu Zamku Cesarskiego w Poznaniu. W połowie grudnia Daisy udała się z wizytą do Żmigrodu (ówczesnego Trachenbergu) gdzie widziała się z księciem Hermannem von Hatzfeldt-Trachenberg i księżną Nathalie Benckendorff. W marcu 1903 roku Daisy po raz kolejny udała się w podróż do rodzinnego Newlands. Latem tego samego roku wraz z Hansem pojechała do Irlandii na ślub Madge (sic!) Broocke z ówczesnym majorem Johnem Sharmanem Fowlerer. We wrześniu 1903 roku księżna Daisy urządziła w Książu imprezę myśliwską. Byli na niej m.in. hrabia Sternberg wraz z żoną Fanny, lord Edward Gleichen, Neil Menzies Mar, lord Lonsdale i inni.
Ponieważ małżeństwo Hochbergów chciało, by ich kolejne dziecko urodziło się w Anglii, w styczniu 1905 roku wyjechali do Londynu i wynajęli mieszkanie przy Bruton Street. Aż do porodu, który odbył się 1 lutego, Daisy brała czynny udział w życiu towarzyskim. Chodziła m.in. do teatru i złożyła wizytę w ambasadzie niemieckiej w Londynie. Syn dostał na imiona Aleksander Frederick George Conrad Ernest Maximilian, ale nazywany był Lexelem. Jego chrzest odbył się w Chapel Royal w pałacu św. Jakuba w Londynie.
W 1913 r. pojechała ze swoim bratem George’em w wielką podróż do Ameryki Południowej, gdzie odwiedziła Brazylię i Argentynę. Zawsze marzyła o podróży do Stanów Zjednoczonych, którą odbył jedynie jej mąż w 1902 roku z okazji otwarcia Niemieckiej Izby Handlowej w Nowym Jorku.

## Macierzyństwo
Macierzyństwo księżnej przyniosło jej bolesne chwile. 25 lutego 1893 roku, podczas wizyty w Anglii, przyszła na świat pierworodna córka Plessów, która żyła tylko do 11 marca i nawet nie zdążono jej ochrzcić, ani nadać imienia . Bezimienna córeczka spoczywała w Mauzoleum Hochbergów w Książu do maja 1945. Na następne dziecko małżonkowie czekali latami, Daisy konsultowała się z ginekologami z Anglii i Niemiec. 2 lutego 1900 roku w Berlinie urodził się Hans Heinrich, XVII. książę pszczyński, zwany w rodzinie Hanselem (zm. 26 stycznia 1984). Ponieważ do chrztu młodego dziedzica trzymali cesarz niemiecki Wilhelm II Hohenzollern oraz książę Walii Albert Edward dodatkowo dostał imiona Wilhelm Albert Edward.
1 lutego 1905 przyszedł na świat Aleksander Friedrich Wilhelm zwany Lexelem (zm. 22 lutego 1984). Narodziny trzeciego syna, Bolka Konrada Friedricha, w klinice Gross-Lichterfelde pod Berlinem 23 września 1910 poprzedziło pogorszenie stanu zdrowia księżnej. Poród był bardzo ciężki, a u dziecka rozpoznano wadę serca i źle rokowano, co do dalszego życia. Bolko przeżył, ale Daisy, u której po porodzie zdiagnozowano zatory i skrzepy zagrażające życiu, miała już nigdy nie powrócić do pełnego zdrowia i odtąd cierpiała na nasilające się problemy z nogami. Mogły to być początki stwardnienia rozsianego.
Hansel był wychowywany na następcę książęcego tronu. Uczył się oprócz niemieckiego i angielskiego także francuskiego i polskiego. Jego ojcami chrzestnymi byli cesarz Wilhelm II (27 stycznia 1859 – 4 czerwca 1941) i król Edward VII. Mimo restrykcyjnych wymagań związanych z wychowywaniem go na dziedzica Daisy, gdy tylko była w Książu, starała się spędzać z nim co najmniej godzinę, co ułatwiała specjalna klatka schodowa łącząca jej apartamenty z pokojami dziecięcymi. Chciała wychowywać synów w duchu angielskim, a nie w pruskim drylu. Szczególnie urodzony w Londynie Lexel, którego ojcem chrzestnym został przyszły król Jerzy V, miał w przyszłości zostać „nieuleczalnym” Anglikiem, choć w późnych latach 30. kreował się ostentacyjnie na Polaka. Daisy niezbyt często przebywała z synami, ale starała się, by mieli w Książu takie dzieciństwo, jakie sama spędziła w Newlands. Pozwalała by bawili się w zamku z dziećmi służby.
Hansel 4 grudnia 1924 ożenił się z rozwiedzioną bawarską arystokratką, Marią Katarzyną von Berckheim (1896–1994), córką hrabiego Klemensa Schönborna-Wiesentheida, zwaną Sissy. Małżeństwo pozostało bezdzietne. W czasie II wojny światowej, po początkowym internowaniu z powodu niemieckiego pochodzenia, książę wstąpił do armii brytyjskiej. Po wojnie wiódł skromne życie w Anglii jako pan Henry Pless. Rozwód Hansela i Sisi nastąpił w 1952. W 1958 w Londynie, Hansel ożenił się ponownie z Mary Elizabeth Minchin (ur. 1930), z którą rozwiódł się w 1971. Oni również nie mieli dzieci. 
Dorosły Alexander nigdy się nie ożenił, był gejem. Przyjął obywatelstwo polskie i w 1936 zamieszkał na stałe w Polsce, którą opuścił w 1939 wywożąc swoją owdowiałą bratową Klotyldę i jej dzieci. Walczył w Polskich Siłach Zbrojnych na Zachodzie pod nazwiskiem Pszczyński. Dosłużył się stopnia podporucznika. Przez pewien czas był w osobistej ochronie gen. Władysława Sikorskiego, potem został tłumaczem w misji wojskowej na Bliskim Wschodzie, z 2 Korpusem Polskim wziął udział w bitwie pod Monte Cassino. Matka chciała go wyswatać z królewną Ileaną, córką swojej przyjaciółki Marii Koburg, królowej Rumunii, ale zaręczyny zerwano z powodu 2 miesięcznego wyroku więzienia, jaki Alexander otrzymał w młodości za udział w skandalu Lila Klub" (procesu z 1924, w którym oskarżono sześciu mężczyzn o organizowanie homoseksualnych orgii w herbaciarni zamku Książ i w pobliskiej Świdnicy) .
Najmłodszy syn Daisy, Bolko Konrad, chorował i większość życia spędził w Książu. Po rozwodzie z Daisy jego ojciec zawarł ponowne kolejne (25 stycznia 1925). Jego wybranką była Hiszpanka, Klotylda Silva y Gonzales de Candamo (ur. 19 lipca 1898, zm. 12 grudnia 1978) z markizów Aricicolar. Małżeństwo to zakończyło się wielkim skandalem, ponieważ Klotyldę i nastoletniego Bolko połączył romans. Schorowany książę początkowo płacił ich rachunki i milczał. Jednak, w 1934 rozwiódł się z żoną i zmusił syna do jej poślubienia. Za dzieci z ich związku uznano Beatrice (ur. 15 lipca 1929, zm. 10 października 2021) i zmarłego przedwcześnie Konrada (ur. 1930). Już po ślubie przyszli na świat Hedwig zwana Gioią (ur. 1934) i książę Bolko VI Hochberg von Pless (ur. 1936 zm. 2022). W 1936 młody hrabia został aresztowany przez Gestapo w Gliwicach, rzekomo za nieuregulowane rachunki. W więzieniu raczej nie był torturowany, ale odmówiono mu dostępu do leków, co prawdopodobnie spowodowało jego śmierć. Według niektórych źródeł, już wcześniej był poważnie chory. Zmarł 2 miesiące po zwolnieniu, 22 czerwca, w pałacu w Pszczynie. Żeby zapłacić za niego kaucję, matka przygotowała do wyceny swój legendarny naszyjnik z pereł, a stary książę interweniował u Joachima von Ribbentropa.
Jeszcze za życia Daisy jej synowie pokłócili się ze sobą z powodów majątkowych i światopoglądowych. Hans Heinrich XV poparł ostatecznie młodszych synów i odwrócił się od dziedzica. Lexel i Hansel utrzymywali do końca życia jedynie sporadyczne kontakty.

## Działalność charytatywna i reformy społeczne
Niepowodzenia w życiu osobistym nie miały większego wpływu na szeroką działalność charytatywną i społeczną Daisy na Dolnym Śląsku i w Pszczynie. Chętnie używała bogactwa męża w celu pomocy potrzebującym. Podążała tym samym śladami swojego teścia Hansa Heinricha XI zwanego w rodzinie Vaterem (ur. 10 września 1833, zm. 14 sierpnia 1907), znanego ze stworzenia nowoczesnych, socjalnych warunków dla swoich robotników, które później naśladowały władze Niemiec (darmowe mieszkania, ogródki działkowe, szkoły, przedszkola, szpitale, dom towarowy, ubezpieczenia zdrowotne i emerytalne) . Początkowo Daisy urządzała koncerty charytatywne, na których sama chętnie śpiewała (co przyprawiało o zgorszenie niemieckich arystokratów). Podczas jednego z koncertów w Szczawnie-Zdroju zebrała 1367 marek. Rekord padł jednak w Berlinie w 1909 – 5200 marek . Księżna występowała także w charytatywnych przedstawieniach teatralnych i urządzała przyjęcia bożonarodzeniowe w Książu i Pszczynie dla kilku tysięcy ubogich. Z czasem rozwinęła swą działalność. Po śmierci teścia przejęła opiekę nad sierocińcem dla dzieci robotników, przychodnią dla pracujących matek i szkołą dla ubogich dziewcząt w Wałbrzychu. Za jej sprawą w dzisiejszej dzielnicy Podgórze powstał ośrodek ze szkołą dla 162 niepełnosprawnych dzieci, gdzie uczyły się one, oprócz czytania, pisania i arytmetyki, także prostych prac, takich jak wyplatanie koszyków czy zdobienie porcelany, dzięki czemu miały szansę zarabiania na utrzymanie. By zyskać fundusze na szkołę, księżna planowała nawet wydać płytę ze swoimi koncertami, jednak zaniechała tego pomysłu.
Na jej polecenie specjaliści sprowadzeni z Anglii zlikwidowali w Wałbrzychu problem zanieczyszczenia przepływającej przez to miasto rzeki Pełcznicy, źródła wielu epidemii. Rzeka była bardziej skażona bakteriami niż kanały Wrocławia, a okoliczni mieszkańcy czerpali wodę z przybrzeżnych studni. Był to potężny projekt, który kosztował Daisy wiele czasu i wysiłku. W rezultacie w latach 1907–1912 w mieście powstała kanalizacja i oczyszczalnia ścieków, a ostatnia epidemia tyfusu w miasteczku Altwasser (dziś wałbrzyska dzielnica Stary Zdrój) wybuchła w 1911.
Pracując nad oczyszczeniem rzeki księżna odkryła, że śmiertelność niemowląt w Wałbrzychu i okolicach wynosi 45,5%, a na Starym Zdroju nawet 76%. Powodem tego była konieczność szybkiego powrotu matek do pracy w fabrykach i brak mleka krowiego o jakości odpowiedniej dla dzieci. Daisy wprowadziła w swoich dobrach francuski system stacji z darmowym pasteryzowanym mlekiem dla niemowląt. Zyskała w tym pomoc lokalnych kościołów protestanckiego i katolickiego.
Długotrwały bój księżna toczyła, by zmienić los koronczarek, żyjących w nędzy, choć pośrednicy na ich wyrobach zarabiali krocie. Założyła bezpłatne szkoły, by koronczarki miały odpowiednie wykształcenie zawodowe. W 1911 w tym celu przejęła szkołę artystycznego szydełkowania w Jeleniej Górze, należącą do Margarethe Bardt i Hedwig baronowej von Dobeneck. Szkoła działała do 1935. Uczono w niej m.in. koronki igłowej i haftów na płótnie. Stała się ona macierzystą placówką 14 filii – pierwsze powstały w Szklarskiej Porębie i Cieplicach. Na wystawach w uzdrowiskach dolnośląskich prezentowano wyroby uczennic – nie tylko dziewcząt, ale też starszych kobiet. Szkoła liczyła 150–170 podopiecznych . W Jeleniej Górze Daisy otworzyła sklep z koronkami, który również rozrósł się w sieć handlową w lokalnych uzdrowiskach i miejscowościach letniskowych, a potem także w Berlinie, Monachium, Hanowerze, Hamburgu, a nawet Królewcu. Księżnej udało się wprowadzić modę na śląskie koronki wśród pań z wyższych sfer - kupowała je nawet cesarzowa. Ostatecznie, Daisy zakupiła fabrykę pani Metzner i rozpoczęła negocjacje z zagranicznymi producentami koronek we Włoszech, a nawet na Azorach. Projekt rozwoju szkół koronczarskich, które były de facto typowymi spółdzielniami socjalnymi (cały dochód przeznaczany jest na potrzeby spółdzielców i rozwój spółdzielni), przerwał wybuch I wojny światowej. Wielkie zaangażowanie księżnej w sprawy społeczne zjednały jej przychylność cesarza i kanclerza Bernharda von Bülow. Krytykowała ją niemiecka arystokracja, ale poddani uwielbiali.

## Daisy podczas I wojny światowej

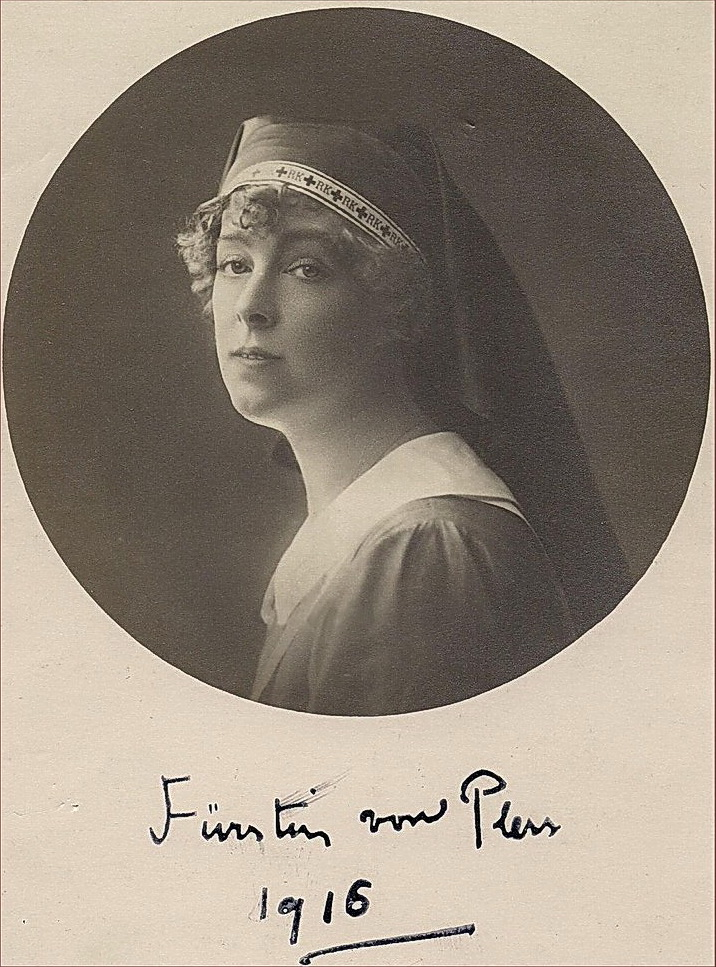
Daisy na okolicznościowej pocztówce jako siostra Czerwonego Krzyża w czasie I wojny światowej.

Widząc zmieniającą się sytuację polityczną w Europie, Daisy próbowała wykorzystać wszystkie swoje wpływy, by nie dopuścić do wojny. Od lat obserwowała rosnącą wrogość Anglii i Niemiec. Kiedy usiłowała namówić niemieckie żony angielskich arystokratów i Angielki wydane za mąż za Niemców do wspólnej dbałości o mogiły poległych na wojnie, z akcji niewiele wynikło, za to obnażyła ona wzajemne uprzedzenia. Będąc w bliskich stosunkach z królem Anglii Edwardem VII i jego siostrzeńcem, cesarzem Niemiec Wilhelmem II, początkowo wysłuchiwała ich zwierzeń i próbowała zająć pozycję mediatora, a gdy to nie skutkowało, podczas manewrów cesarskich w Książu w 1906, zaaranżowała spotkania angielskich dyplomatów z cesarzem. Był wśród nich Winston Churchill, w którym widziała zadatki na przyszłego premiera. Niemieckiego ambasadora w Londynie, Paula Wolffa-Metternicha (1853–1934), namówiła do organizacji balów, podczas których pełniła rolę nieformalnej ambasadorki, próbując zyskać wpływ na stosunki niemiecko-angielskie. W 1908 wspierała męża stającego w obronie Polaków zagrożonych ustawą o wywłaszczeniu (działania księcia na rzecz Polaków obciążyły go opinią polonofila, a w konsekwencji latami nieprzyjemności). Starania Daisy o to, by pojednać cesarza Niemiec z królem Anglii trwały do śmierci tego ostatniego w 1910. Potem apelowała do cesarza, by przerwał wyścig zbrojeń, a następnie prowadziła dyplomatyczne zabiegi o pokój przy udziale barona Ferdinanda von Stumma, sir Edwarda Greya, sir Edgara Speyera, księcia Karla Maxa von Lichnowsky’ego i sir Arthura Crosfielda. Chora księżna często przebywała w sanatorium i listy do ważnych osobistości pisała leżąc w łóżku. Za jej starania cesarz odznaczył ją Orderem Orła Czerwonego pierwszej klasy. Niestety, wojna wybuchła, nim przyniosły one owoce.
Po wybuchu I wojny światowej, 6 sierpnia 1914 Daisy rozpoczęła pracę jako pielęgniarka Czerwonego Krzyża w szpitalu w Tempelhof w Berlinie. We wrześniu 1914 odwiedziła obóz angielskich jeńców w Döberitz, co spowodowało wybuch wrogości w prasie. Posądzono ją też o szpiegostwo na rzecz Anglii. W tym samym czasie w Anglii zaatakowano jej matkę za odwiedzanie obozów jeńców niemieckich. Sprawa otarła się o cesarza, a księżna musiała zrezygnować z pomocy w Czerwonym Krzyżu. Do służby jako siostra Czerwonego Krzyża powróciła w roku 1915, ale pozwolono jej pracować tylko w pociągach sanitarnych w Serbii, a od kwietnia 1916 również w pociągu sanitarnym na froncie zachodnim (pociągi sanitarne Y i D3 na frontach serbskim, francuskim i austriackim). Później pracowała jeszcze w szpitalu Brčko w Belgradzie, gdzie zastał ją koniec wojny. Słała apele do rządów o ludzkie traktowanie jeńców wojennych. Fakt ten, jak i jej angielskie pochodzenie, sprawiły, że próbowano zakazać jej działalności charytatywnej. Szpitale wojskowe funkcjonowały także w jej posiadłościach – w luksusowym Grand Hotelu rodziny von Pless w Szczawnie-Zdroju (dziś Sanatorium Uzdrowiskowe nr 1) działał szpital dla oficerów, a za jej sprawą przyjęto tam także kilkudziesięciu szeregowych. W Wałbrzychu był drugi szpital, w Mokrzeszowie dom wypoczynkowy dla rodzin żołnierzy. W dowód uznania dla zasług w służbie Czerwonego Krzyża, Daisy oferowano stanowisko dyrektora szpitala wojskowego w Konstancy, dokąd nigdy nie dotarła ze względu na zamieszki wywołane zakończeniem wojny jesienią 1918. W Belgradzie odznaczono ją Orderem II Klasy Czerwonego Krzyża. Dyplom w tej sprawie podpisał osobiście arcyksiążę Franciszek Salwator z cesarskiej rodziny Austro-Węgier 18 października 1918.

## Daisy w prasie
Początkowo prasa zachwycała się młodą księżną, śledząc każdy jej krok. Dziennikarze rozpływali się w zachwytach nad jej urodą, kreacjami i baśniowym ślubem z księciem. Ich życzliwość trwała jeszcze w czasach, kiedy Daisy urządzała Książ i jego ogrody, lecz zniknęła bezpowrotnie kilka lat później.
Podczas I wojny światowej wroga Daisy prasa zaostrzyła stanowisko, posuwając się do tworzenia fikcyjnych opowieści o jej szpiegowskiej działalności. Według tych opowieści, Daisy miała rzekomo przekazać do Anglii – w trumnie swego zmarłego angielskiego ogrodnika Todda – tajne informacje o manewrach wojsk niemieckich, za co ją aresztowano. W areszcie miał ją zastrzelić mąż, po czym popełnił samobójstwo. Inna intryga dotyczyła samobójczej śmierci wielkiego księcia Adolfa Friedricha VI von Mecklemburg-Strelitz w 1918, po której prasa pisała, że Daisy uwiodła go, aby posłużyć się nim w swoich szpiegowskich intrygach. Temat podchwyciły gazety angielskie i amerykańskie. Na te kalumnie zareagował jej mąż, książę von Pless angażując swoich prawników w długotrwałe procesy, by przywrócić honor małżonce.

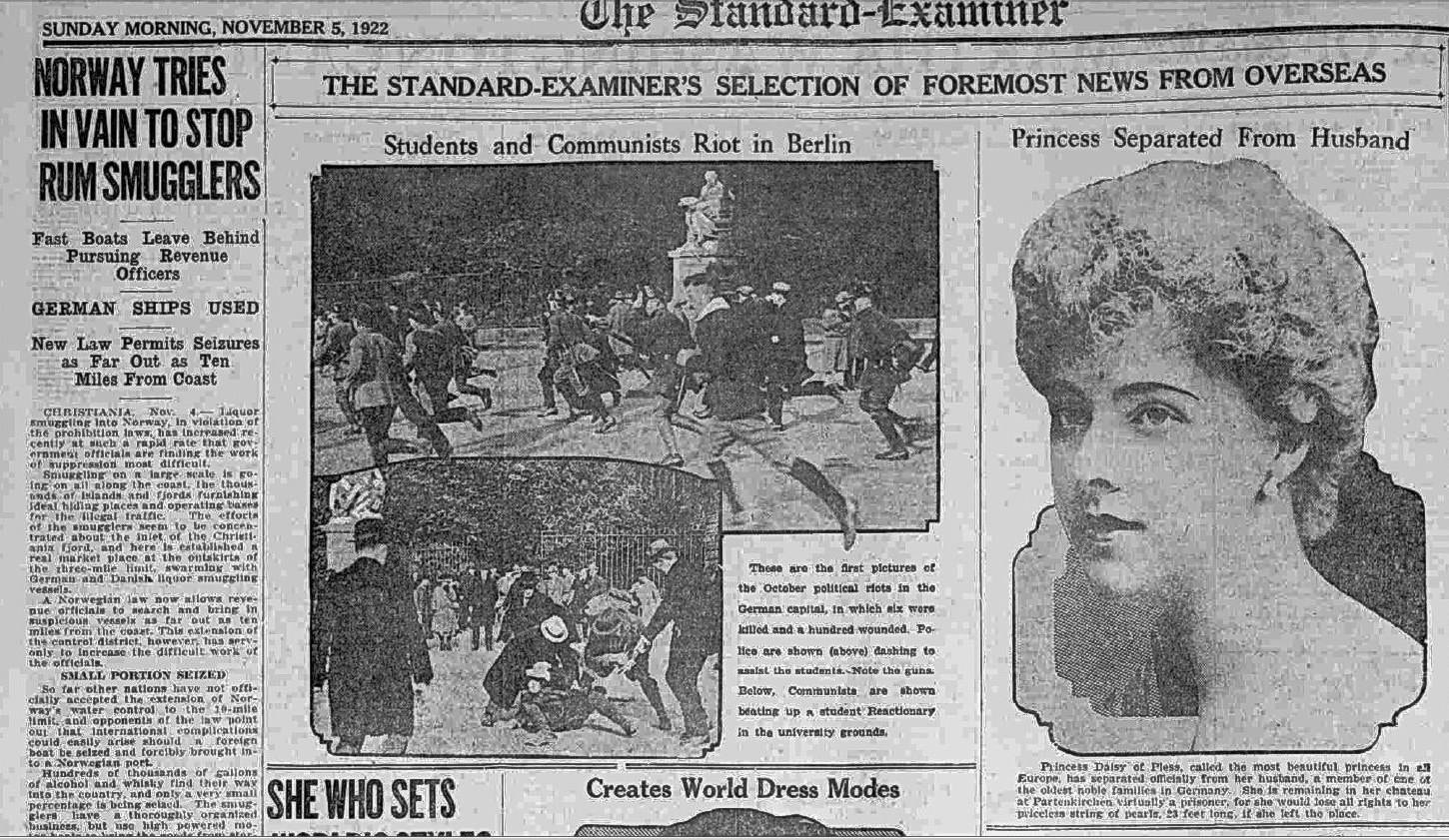
Informacja w The Standard Examiner z 5 listopada 1922

## Rozwód i dalsze losy księżnej von Pless
Lata powojenne były tragiczne dla Daisy – utraciła oboje rodziców, w Anglii natrafiła na odrzucenie, a choroba nieubłaganie postępowała (już w 1913 na przyjęciach księżna posługuje się przywiezioną z Indii złotą laską wysadzaną turkusami), rozpadło się małżeństwo. Pierwszym poważnym konfliktem między księciem a jego angielską żoną była sprawa rozbudowy Książa. Hans po śmierci ojca (zm. 1907) pozwalał sobie na rozrzutność budzącą obawy jego rodziny, a Daisy protestowała przeciw kosztownemu remontowi w obliczu biedy poddanych księcia. Prócz tego, w listopadzie 1909 przeczytała list męża, z którego wynikało, że ma sekretny związek z kobietą, którą pragnie poślubić. Hans Heinrich miewał kochanki. Księżna bardzo przeżyła także to, że nie czekał na jej powrót z Anglii, kiedy wybuchła wojna – wysłał telegram, by do Niemiec odesłać szofera z samochodem. Oboje ostatecznie rozdzieliła wojna – latami prawie się nie widywali, a książę współpracujący z cesarzem w Kwaterze Głównej w Pszczynie nie szanował patriotycznych uczuć żony, która pisała o sobie: „Moja dusza jest maleńką Anglią, której trzymam się kurczowo”.
Rozwód zatwierdzono 4 grudnia 1922. Za stronę winną uznano księcia, jednak to jemu przyznano opiekę nad synami. 62-letni książę, który chciał poślubić młodą austriacką arystokratkę, próbował uzyskać w Rzymie unieważnienie małżeństwa i żądał, aby Daisy potwierdziła, że jej ojciec zmusił go do ślubu . Daisy zatrzymała prawo do tytułu księżnej, willi „Les Marguerites” w La Napoule na francuskiej Riwierze i rezydencji w Monachium przy Ismaningerstrasse 95. Książę miał obowiązek utrzymywać jej osobę do towarzystwa – była to wówczas kuzynka księżnej Edwina (Ena) FitzPatrick (ur. 1 kwietnia 1893, zm. w lutym 1984) – służbę, auta i zapewnić odpowiednie apanaże. Jednak postępujący upadek fortuny księcia von Pless, a także zmieniające się okoliczności polityczne i dewaluacja marki wpłynęły na znaczne obniżenie poziomu jej życia. Z tego powodu w 1924 zdecydowała się podpisać kontrakt na reklamę kosmetyku Mercolized-Waxu, który przyniósł jej tyle pieniędzy, że podczas kolejnego pobytu w Londynie Daisy zamieszkała w modnym apartamentowcu, Albert Gate Court na Kennsington.
Po dojściu Adolfa Hitlera do władzy Daisy, niebędąca już obywatelką niemiecką (w 1922 przyjęła obywatelstwo polskie, które zachowała do śmierci), musiała miesiącami czekać na swoje alimenty, wydzielane jej przez Ministerstwo Finansów ze znajdującego się pod kuratelą państwową zadłużonego majątku książąt von Pless. Daisy sama zaciągała długi, borykała się z wierzycielami i policją. Towarzysząca Daisy Ena wysyłała rozpaczliwe listy do marszałka dworu w Książu, a adwokaci księżnej toczyli bój o pieniądze z adwokatami administracji pszczyńskiej. W końcu Ena opuściła Daisy, a jej miejsce zajęła opiekunka nieżyjącej już matki księżnej, Dorothy Crowther, zwana Dolly (zm. 1945). Niepowodzeniem skończyła się próba zarządzania finansami i domem matki przez rozrzutnego Lexela, który zastawiał jej klejnoty i futra. Sytuacja finansowa księżnej była katastrofalna, kiedy w 1935 były mąż i Hansel zaproponowali jej przeprowadzkę do Książa, co przyjęła z radością.
Daisy była wierna mężowi, jednak darzyła miłością kilku mężczyzn. Po młodzieńczej miłości do George’a Coopera, który zmarł na gruźlicę w Afryce, już jako mężatka jesienią 1894 mocno zaangażowała się w odwzajemnione uczucie do „małego Gordy'ego” – Gordona Wooda. Poległ on w drugiej wojnie burskiej w 1901. Na jego grobie Daisy poleciła wyryć słowa: „Błogosławieni czystego serca, albowiem oni Boga oglądać będą”, gdyż był „najbardziej bezinteresownym człowiekiem, jakiego kiedykolwiek znałam”. Podczas podróży do Indii, kiedy Hans polował na tygrysy, osamotniona Daisy flirtowała z Narayanem Bhup Bahadurem, maharadżą Cooch-Behar (1862–1911), będąc gościem w jego pałacu. Jednak najpoważniejszą platoniczną miłością jej życia stał się poznany w 1896 attaché militarny Austro-Węgier w Petersburgu, następnie ambasador austriacki w Berlinie, książę Gottfried von Hohenlohe-Waldenburg-Schillingsfürst (ur. 8 listopada 1867, zm. 7 listopada 1932), zwany przez nią Maxl. Z ich korespondencji zachowały się tylko jego listy. Nazywała ten związek „poślubioną przyjaźnią”. Trwał on jeszcze po jego ślubie w 1908. Po raz ostatni widzieli się w Pszczynie w roku 1913, a potem utrzymywali kontakt listowny. Plotki krążyły o romansie Daisy z cesarzem Wilhelmem II. Prawdą jest tylko to, że adorowali się nawzajem i darzyli dużym szacunkiem oraz sympatią. Daisy bardzo przeżyła abdykację cesarza.

## Pamiętniki – sukces i skandal
W obliczu trudnej sytuacji finansowej księżna zdecydowała się na publikację swoich pamiętników, które pisała od 1894. W 1928 wyszedł drukiem w Londynie tom pierwszy: „Daisy, Princess of Pless by herself” („Daisy, księżna Pszczyńska, o sobie”), stając się wydarzeniem wydawniczym (6 edycji w ciągu roku). Pospieszne wydanie niemieckie pod tytułem „Tanz auf dem Vulkan” („Taniec na wulkanie”) zostało ocenzurowane, ale i tak wywołało skandal i falę nienawiści względem autorki. Po raz kolejny prasa zaatakowała księżną von Pless, a arystokracja była oburzona. Oskarżano Daisy o egocentryzm, kłamstwa i oszustwa, pomawiano o romans z cesarzem Wilhelmem II. John Koch cytuje dziennikarza Seymoura Lesliego, który wspominając odwiedziny u Daisy pisał: „Przepełnieni oburzeniem współcześni czytelnicy po prostu ignorowali fragmenty naprawdę interesujące i doniosłe pod względem historycznym. Była to zresztą dla księżnej kolejna, nie ostatnia tragedia, w wyniku której straciła szacunek i uznanie”. Wydanie pamiętników przyniosło jej pogłębienie izolacji, ale honoraria poprawiły na krótki czas jej trudną sytuację. W 1931 ukazał się po angielsku tom drugi, „From My Private Diary” („Z mojego prywatnego dziennika”), wydanie nowojorskie pt. „Better Left Unsaid” („Lepiej przemilczeć”) . Uzupełnieniem obu tomów było „What I Left Unsaid” („Co przemilczałam”, 1936).
Pamiętniki Daisy były tak popularne, że w latach 30. znalazły swoje odbicie w parodii tego gatunku autorstwa Mary Dunn pt. „Lady Addle Remembers” („Lady Przygłupia wspomina”). James Stourton stwierdza, że z czasem uznano je za jedne z najlepszych wspomnień ilustrujących życie arystokracji w początkach XX wieku i że można je było znaleźć w sypialni dla gości każdego domu szlacheckiego w Anglii. Do dziś są jednym z najważniejszych źródeł wiedzy o epoce edwardiańskiej i wilhelmińskich Niemczech na początku XX wieku. Wszystkie trzy tomy pamiętników Daisy odniosły w latach 30. ogromny sukces w Ameryce i do dziś, mimo wysokich cen sprzedają się świetnie.
Pamiętniki Daisy z pierwszych lat jej małżeństwa nigdy jeszcze nie ukazały się w druku. Jej wnuk, książę Bolko VI, zdeponował je w Muzeum Zamkowym w Pszczynie.

## Powrót do Książa, choroba i śmierć
Wiosną 1935 Daisy powróciła do Książa, gdzie zamieszkała w małym mieszkaniu w skrzydle budynku bramnego. Miała już przy sobie tylko Dolly, ale była otoczona szacunkiem dawnych pracowników zamku, od kilku lat odwiedzanego przez ród von Pless tylko sporadycznie i udostępnianego turystom. Od połowy lat 20. księżna nie mogła się już poruszać bez wózka inwalidzkiego. W spacerach po parku towarzyszyły jej miejscowe dzieci, a ich matki przynosiły Dolly ciasta i przetwory. 22 czerwca 1935 Daisy doznała poważnego ataku serca. Problemy z sercem uniemożliwiły jej udział w pogrzebie zmarłego przedwcześnie najmłodszego syna Bolka (zm. 1936). W październiku 1937 były mąż postanowił zabrać Daisy do polskiej już wtedy Pszczyny (mieszkał tam z Lexelem od 1936 po zawarciu ugody z Polską) i wysłał po nią Enę FitzPatrick z trzema samochodami. Witając ją, księżna była zachwycona, jednak rano Ena otrzymała kartkę, na której po niemiecku napisano, że jej kuzynka zmieniła zdanie i zostaje w Książu. Dom był otoczony przez SS-manów. Przyczyną tego była prawdopodobnie podsłuchana przez gestapo rozmowa telefoniczna Dolly z Londynem. Możliwe, że hitlerowcy zatrzymali byłą żonę księcia von Pless, jako rodzaj zakładniczki, ze względu na jego zamieszkiwanie w Polsce, ogromne długi w Niemczech i zerwanie po śmierci Bolka wszelkich związków z państwem Hitlera. Daisy nie pojechała na pogrzeb byłego męża w styczniu 1938 z powodu złego stanu zdrowia. Wysłała tylko wieniec.
Podczas II wojny światowej księżna starała się pomagać więźniom usytuowanego w pobliżu Wałbrzycha obozu koncentracyjnego Gross-Rosen, posyłając im paczki żywnościowe. Potwierdzają to relacje Cezarego Barucha z Warszawy, Zygmunta Treli z Poznania oraz Piotra Marca z Wałbrzycha.
Powodem usunięcia Daisy z jej domu w Książu mogła być niechęć nazistów czy nawet rozkaz Hitlera, ale są też wskazówki, że za przeniesieniem stał Hansel, który uznał, że w Wałbrzychu matka będzie miała lepsze warunki do życia. Wiosną 1941 Daisy zamieszkała w wilii przy Friedlandstrasse (ob. St. Moniuszki) 43, na terenie kompleksu pałacowego Czettritzów. Dolly pozostała wiernie przy niej, choć jako Angielka musiała się codziennie meldować na gestapo. Jej obowiązki były coraz cięższe, ponieważ w ostatnich miesiącach życia Daisy została całkowicie sparaliżowana, a z powodu ciągłych zaniedbań Administracji Pszczyńskiej Dolly musiała obchodzić okoliczne gospodarstwa w poszukiwaniu jedzenia.
Księżna Daisy von Pless zmarła 29 czerwca 1943 o godz. 19:30, dzień po swoich urodzinach. Co ciekawe, w aneksie do testamentu, w grudniu 1915, napisała o swoim pogrzebie, że jej przyjaciele powinni być w wesołym nastroju, bo to będą jej urodziny, a dzieci mają się bawić i zrywać kwiaty w parku. Akt zgonu księżnej znajduje się w Archiwum w Pszczynie, a jego odpis w archiwum wałbrzyskiego kościoła ewangelicko-augsburskiego. Znajdował się on pośród dokumentów pozostałych po zlikwidowanej parafii ewangelickiej w Szczawienku, do której należała księżna. Jako powód śmierci podano w nim zatrzymanie akcji serca. W pogrzebie 3 lipca mimo zakazu władz uczestniczyły setki osób pamiętających Daisy.

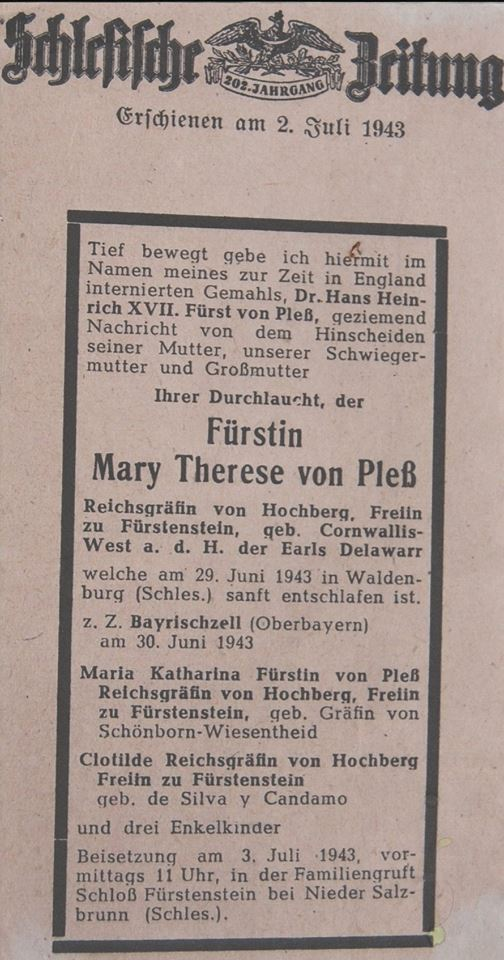
Nekrolog księżnej Daisy opublikowany w „Schlesische Zeitung” 2 lipca 1943 roku

Według relacji córki trenera koni wierzchowych dzieci Hochbergów, Edwarda Wawrzyczka, Doris Stempowskiej, Daisy pierwotnie pochowano w mauzoleum rodzinnym znajdującym się w parku zamkowym Książa. W 1945 okupujący Książ żołnierze Armii Czerwonej splądrowali mauzoleum; ponoć trumnę Daisy mimo prób jej ukrycia rozłupano i ograbiono. Podobno, po tym fakcie, służba postanowiła przenieść jej szczątki najpierw do otaczającego teren mauzoleum parku, a następnie na parafialny cmentarz ewangelicki na Szczawienku (Nieder Salzbrunn) – „idąc na wprost od głównego wejścia, druga ścieżka na lewo, w trzecim grobowcu”. W latach 70. i 80. XX w. cmentarz podzielił losy wielu innych niemieckich nekropolii z terenu Dolnego Śląska: został zrównany z ziemią, a przeniesiono jedynie nieliczne szczątki. Na jego dawnym terenie przebiega dziś szerokopasmowa droga i znajduje się osiedle domów jednorodzinnych.

## Postać Daisy w kulturze popularnej
Legendę o pochodzeniu kilkumetrowego sznura pereł Daisy, których wyławianie z morza podczas wyprawy do Afryki miało się skończyć śmiercią młodego poławiacza i klątwą rzuconą na klejnoty, prawdopodobnie stworzył Andrzej Konieczny w swojej publikacji „Sekrety Białej Damy” z popularnonaukowej serii Śląskie Epizody Historyczne (1989). Była to właściwie powieść sensacyjna w sposób dowolny wykorzystująca biografię Daisy von Pless. Legendę o naszyjniku przytaczali potem jako prawdziwą autorzy innych opracowań i, z czasem, na trwałe przyrosła do opowieści o księżnej.
Daisy jest znana polskim widzom jako bohaterka dwóch filmów Filipa Bajona – pełnometrażowego „Magnata” (1986) i serialu TV „Biała wizytówka” (1986). Zagrała ją tam Maria Gładkowska (nagroda im. Zbyszka Cybulskiego). Jej bohaterka w niewielkim stopniu odpowiada historycznemu pierwowzorowi, nazwisko von Pless zostało zresztą zmienione na
von Teuss. Film nawiązuje do dziejów rodu w latach 1900–1938.
Powstał również film dokumentalny poświęcony księżnej: „Daisy. Wspomnienie minionego świata” nakręcony przez TVP Wrocław i Ośrodek Kultury i Sztuki we Wrocławiu w 2011 w ramach cyklu „Dolny Śląsk pełen historii”.
„Pan Samochodzik i perły księżnej Daisy” Igi Karst (2005) to 76. tom znanego cyklu – akcja dzieje się w Książu i Pszczynie, a słynny detektyw wraz z dwojgiem młodych krewniaków tropi rabusia klejnotów, który profanuje okoliczne krypty w poszukiwaniu legendarnych pereł Daisy.
Naszyjnik pojawia się również w powieści Joanny Bator „Ciemno, prawie noc” (2012) – w rodzinie głównej bohaterki, Alicji Tabor, na obsesję związaną z Daisy i jej perłami cierpiał ojciec, wielbicielką księżnej była także siostra, która popełniła samobójstwo.
Naszyjnik zainspirował też amerykańską autorkę Alexandrę Taylor-Daye do napisania powieści „String of Pearls” (Sznur pereł), wydanej w 2006 r. przez Publishamerica. Tu 21-letnia Julie nabywa w antykwariacie legendarny naszyjnik Daisy, odkrywa jego przeszłość, czyta jej pamiętniki i popadłszy w obsesję na jej punkcie wyrusza w podróż do Anglii i Polski.
Sporym lokalnym powodzeniem cieszyła się kreacja Daisy w przedstawieniu Teatru Dramatycznego im. Jerzego Szaniawskiego w Wałbrzychu pt. „Miasto duchów” Rolę tę odgrywała amerykańska aktorka Davina Reeves.
W prasie szybko pojawiły się analogie między księżną Daisy a księżną Dianą Spencer, żoną Karola księcia Walii, następcy angielskiego tronu. Tak pisali o niej m.in. Jakub Szczepański  i Artur Szalkowski .
Niektórzy autorzy porównywali ją także z cesarzową Elżbietą Bawarską zwaną Sissi – m.in. Jakub Szczepański, Anna Krygier.

## Renesans Daisy
Przez kilkadziesiąt lat, ze względu na pochodzenie Daisy, ani władze niemieckie, ani tym bardziej polskie, nie interesowały się jej historią i losami jej szczątków. Dopiero po przemianach w Polsce, po 1989, między innymi z przyczyn promocyjno-wizerunkowych, pamięć o pięknej księżnej wśród społeczności Wałbrzycha oraz Pszczyny zaczęła odżywać. Od 2004 w Książu odbywa się co roku Międzynarodowy Festiwal Kameralistyki Ensemble im. Księżnej Daisy. W końcu grudnia 2007 uhonorowano ją granitowym obeliskiem i płaskorzeźbą przy siedzibie Państwowej Wyższej Szkoły Zawodowej w Wałbrzychu, a na pszczyńskim rynku stanęła „ławeczka księżnej Daisy”.
Z okazji 140-tej rocznicy urodzin księżnej Marii Teresy Oliwii von Pless na zamku w Pszczynie w czerwcu 2013 otwarto wystawę czasową „Klejnoty księżnej Daisy”. W Pszczynie odbywają się co roku Daisy Days. W Wałbrzychu, z inicjatywy powstałej w 2012 Fundacji Księżnej Daisy von Pless, urodziny najsłynniejszej w historii mieszkanki ziemi wałbrzyskiej są świętowane co roku w formie rekonstrukcji historycznej, gry miejskiej, koncertu lub innej imprezy. Na wniosek Fundacji Księżnej Daisy von Pless uchwałą Sejmiku Województwa Dolnośląskiego rok 2013 został ustanowiony w województwie dolnośląskim Rokiem Księżnej Daisy von Pless. Rok Daisy został zainaugurowany w zamku Książ wystawą „Listy Daisy wracają do Wałbrzycha-wspólnie ocalmy historię”. Pokazano podczas niej własnoręczne listy Daisy oraz monarchów europejskich (m.in. króla Wielkiej Brytanii Edwarda VII i króla Hiszpanii, Alfonsa XIII Burbona) wykupione z rąk prywatnych przez Fundację Księżnej Daisy von Pless i jej darczyńców. W 2014 Wałbrzych i Pszczyna stały się miastami partnerskimi, a między Wrocławiem a Wałbrzychem kursował wakacyjny pociąg Kolei Dolnośląskich o nazwie „Daisy”. Honorowym obywatelem Wałbrzycha został w czerwcu 2015 wnuk Daisy i Hansa Heinricha XV, książę Bolko VI von Pless. Zainteresowanie księżną odżyło i w innych europejskich krajach, o czym świadczy wystawa „Daisy, Księżna von Pless: Szczęśliwe lata” z 2009 (ang: „Daisy of Pless: The Happy Years” by Russel Harris), którą można było oglądać w Czechach, Austrii, Niemczech i Wielkiej Brytanii.

## Upamiętnienie
W 1911 ogrodnik z Trewiru Peter Lambert nadał nowej odmianie róży nazwę Fürstin von Pless.
Jezioro Zielone w okolicach Świdnicy nazywane jest potocznie jeziorkiem Daisy, co uwzględniono w nazwie utworzonego tam w 1998 rezerwatu przyrody. Znalezionego w odsłaniających się tam wapieniach górnego dewonu ramienionoga nazwano na cześć księżnej Spinatrypa mariaetheresiae.
Dnia 26 października 2022 r. odbyły się wybory na patrona Zespołu Szkolno-Przedszkolnego  nr 5 w Wałbrzychu. Szkolna społeczność oddawała głosy na swoich kandydatów. Po przeliczeniu głosów, patronką została Księżna Daisy. Z księżną w głosowaniu przegrał papież Jan Paweł II oraz siostra Faustyna Kowalska, co oburzyło środowiska konserwatywne.

## Maria Teresa Oliwia w filmie
Postać księżnej występuje w filmie Magnat i serialu Biała wizytówka (1986) w reżyserii Filipa Bajona. Rolę tę grała Maria Gładkowska.

## Anegdoty
Jak notuje w swoich pamiętnikach Daisy, jej brat miał przyjść na świat przedwcześnie w wyniku dzikiej pogoni matki, z wężem ogrodowym w ręku, za ogrodnikiem. Wcześniaka ratowała babcia Olivia, podając mu... kilka kropel brandy. Ulubioną rozrywką matki Patsy było zjeżdżanie po schodach rezydencji Ruthin na... srebrnej tacy, co naśladowały zachwycone dzieci.
Sama Daisy odziedziczyła po matce i babce gen ekscentryczności i pewnego razu przyszła na rodzinny obiad w pszczyńskim pałacu ubrana w suknię... zszytą z worków po owsie. Posiłek spożywano w lodowatym milczeniu, wreszcie Vater zauważył, że w powietrzu unosi się woń stajni. „Obawiam się, że to od ciebie, moje dziecko” – zwrócił się do Daisy, która odpowiedziała mu na to, że worki są markowe, z jego własnej stajni.
Inna przygoda Daisy dotyczyła elementów jej garderoby i miała miejsce, gdy Daisy grała w domowym przedstawieniu „Próba pantomimy” w Alloa House. Wchodząc na scenę potknęła się o coś. Pomyślała, że to przewód i zaraz o tym zapomniała. Po występie, Muriel Wilson, grająca wraz z nią, podała jej koronkowe zawiniątko, które zawierało bieliznę, ze słowami: „Moja droga, jakie to straszne!”. Daisy napisała w pamiętniku, że nie ma pojęcia, jak mogła wyjść „z nich” nie wiedząc o tym, zapewne dlatego, że kiedy gra, zapomina o sobie i całej reszcie.
Innym razem, Daisy zgubiła pantofle, co rzuciło cień na reputację jej przyjaciela, ambasadora niemieckiego Paula von Wolf-Metternicha, statecznego starego kawalera. Czasem, gdy zatrzymywała się w pokojach gościnnych ambasady, jadała z nim śniadanie w nieformalnym porannym stroju. Pewnego razu za drzwiami niespodziewanie pojawił się brytyjski minister, a księżna von Pless uciekła w popłochu zostawiając pod stołem pantofle.
Daisy nie podporządkowywała się poleceniu męża, aby ze służbą nigdy nie rozmawiać poza sprawami koniecznymi – miało to być „absolut nicht fürstlich” (absolutnie nieksiążęce) zachowanie. Tymczasem księżna podczas przejażdżek chętnie zamieniała się na konie ze stajennym, aby pogalopować sobie w męskim siodle. Pisała też o pewnym polowaniu, podczas którego miała męskie siodło, więc trzymała się na uboczu z siostrą, siadając po damsku, kiedy ktoś podjeżdżał bliżej.
Lady Susan Townley w swoich pamiętnikach ukazuje Daisy wylewającą z balkonu dzbanek wody na – jak sądziła – jednego ze swoich adoratorów. A był to poważny przedstawiciel niemieckiej arystokracji z sąsiedztwa, który przejechał ponad 20 mil, żeby złożyć jej wizytę – i wpadł w szał. Lady Susan ilustruje stosunek Daisy do zadurzonych w niej młodych mężczyzn – jednego, który wspiął się na kasztanowiec, gdy zapragnęła z niego owocu i poszarpał sobie ubranie, kazała służącemu zaprowadzić do stajni... jako osła.

## Publikacje
- Listy Daisy wracają do Wałbrzycha – wspólnie ocalmy historię, Fundacja Księżnej Daisy von Pless, Wałbrzych 2013.
- Tim Coates, Patsy. The story of Mary Cornwallis-West, wyd. 1st U.S. ed, New York: Bloomsbury, 2003, ISBN 1-58234-361-6, OCLC 53114568. Brak numerów stron w książce
- Raymond C. Curry, The Wild West Show. A story of the Cornwallis-West Family, Natula Publications, Dorset 2009, ISBN 978-1-897887-76-9.
- Andrzej Konieczny, Sekrety Białej Damy, Katowice: Śląski Instytut Naukowy, 1989, ISBN 83-7008-108-8, OCLC 69465720. Brak numerów stron w książce